# Urau
Urau és un municipi francès del departament de l'Alta Garona i la regió d'Occitània.